# Chiesa di Sant'Antonio Abate (Bleggio Superiore)
La chiesa di Sant'Antonio Abate è la parrocchiale di Bivedo nel comune di Bleggio Superiore, in Trentino. Fa parte della zona pastorale delle Giudicarie dell'arcidiocesi di Trento e risale al XIII secolo.

## Storia

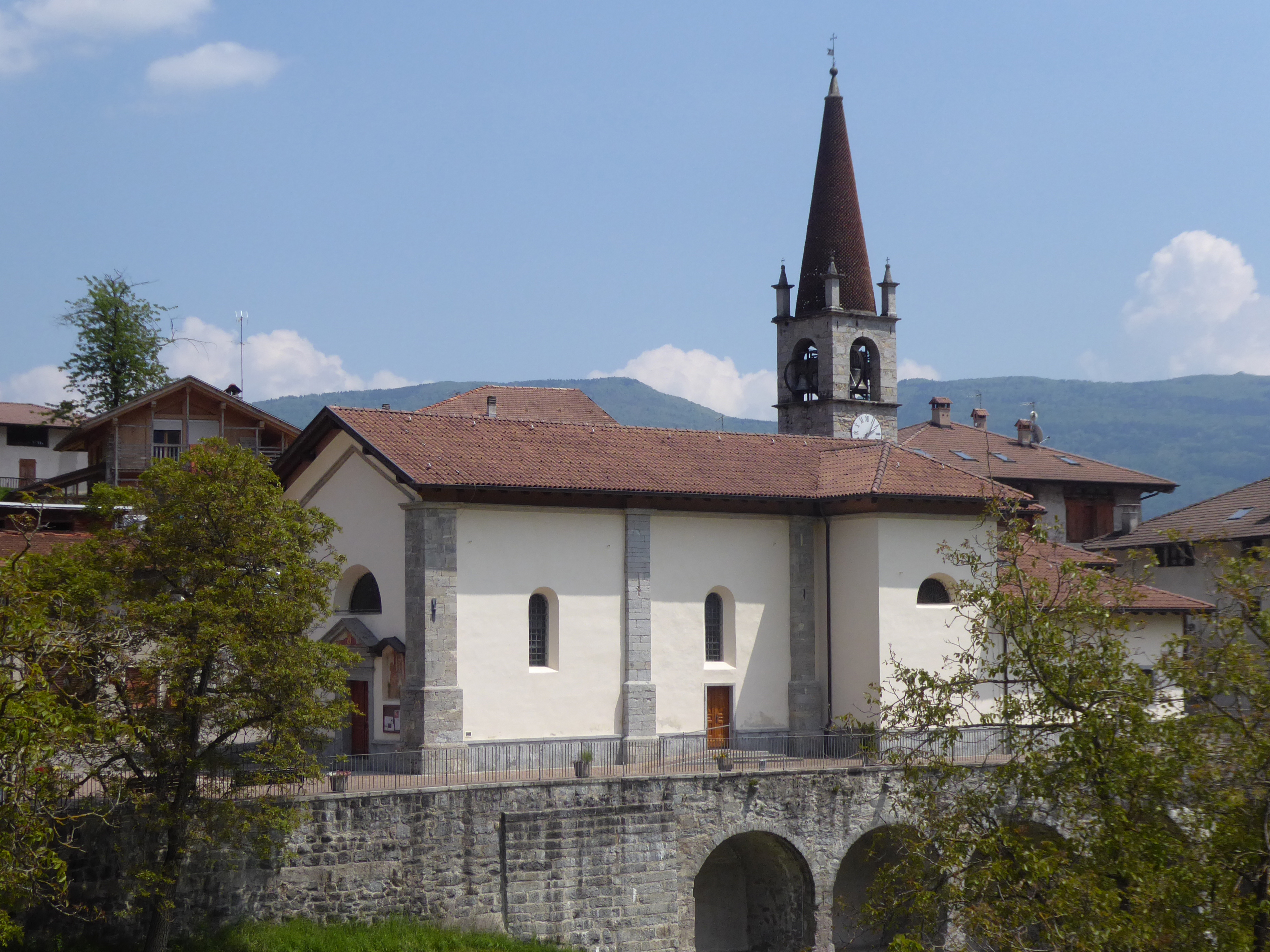
Chiesa di Sant'Antonio Abate e contrafforti che reggono l'intera struttura.

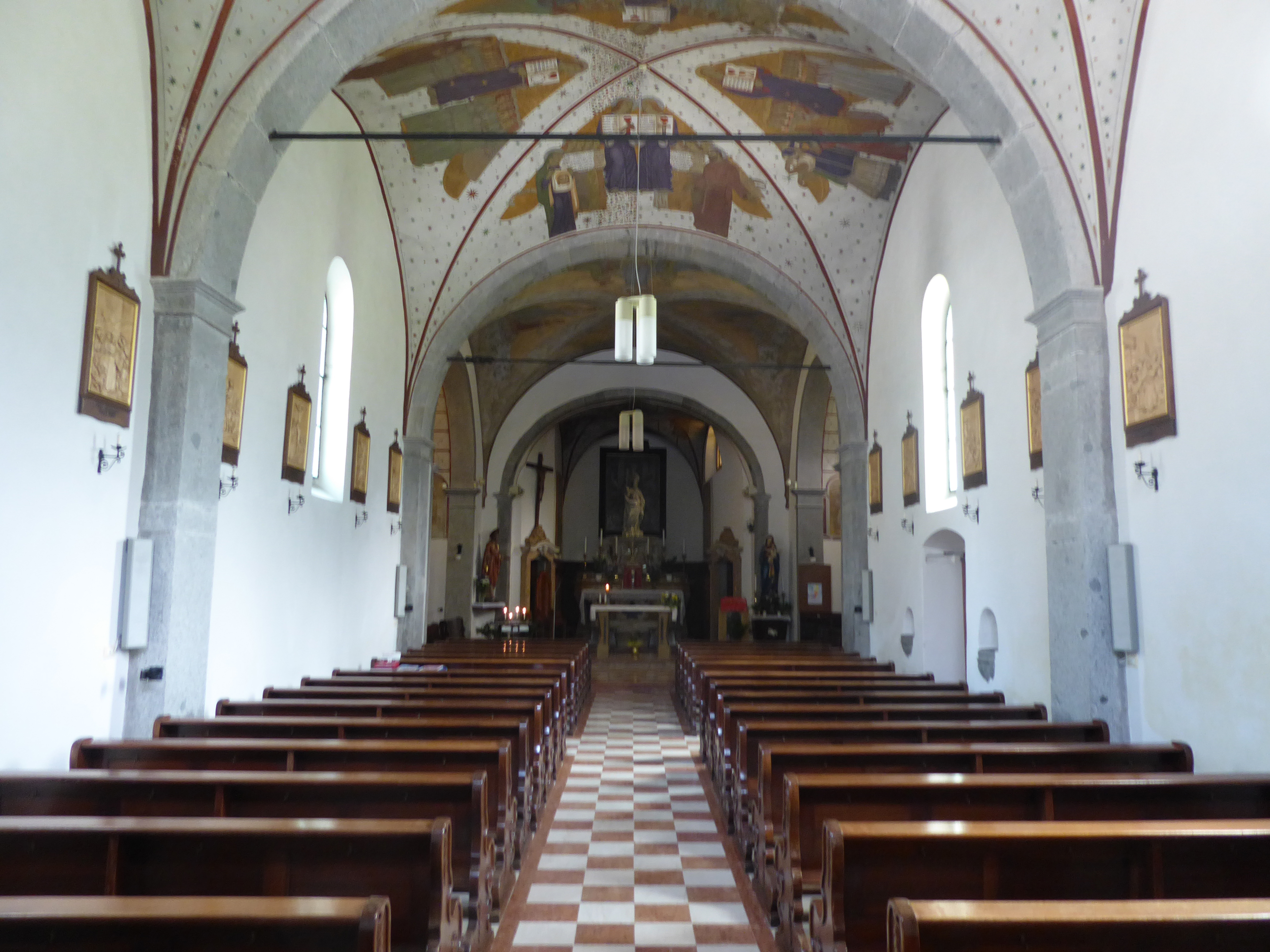
Interno della sala.

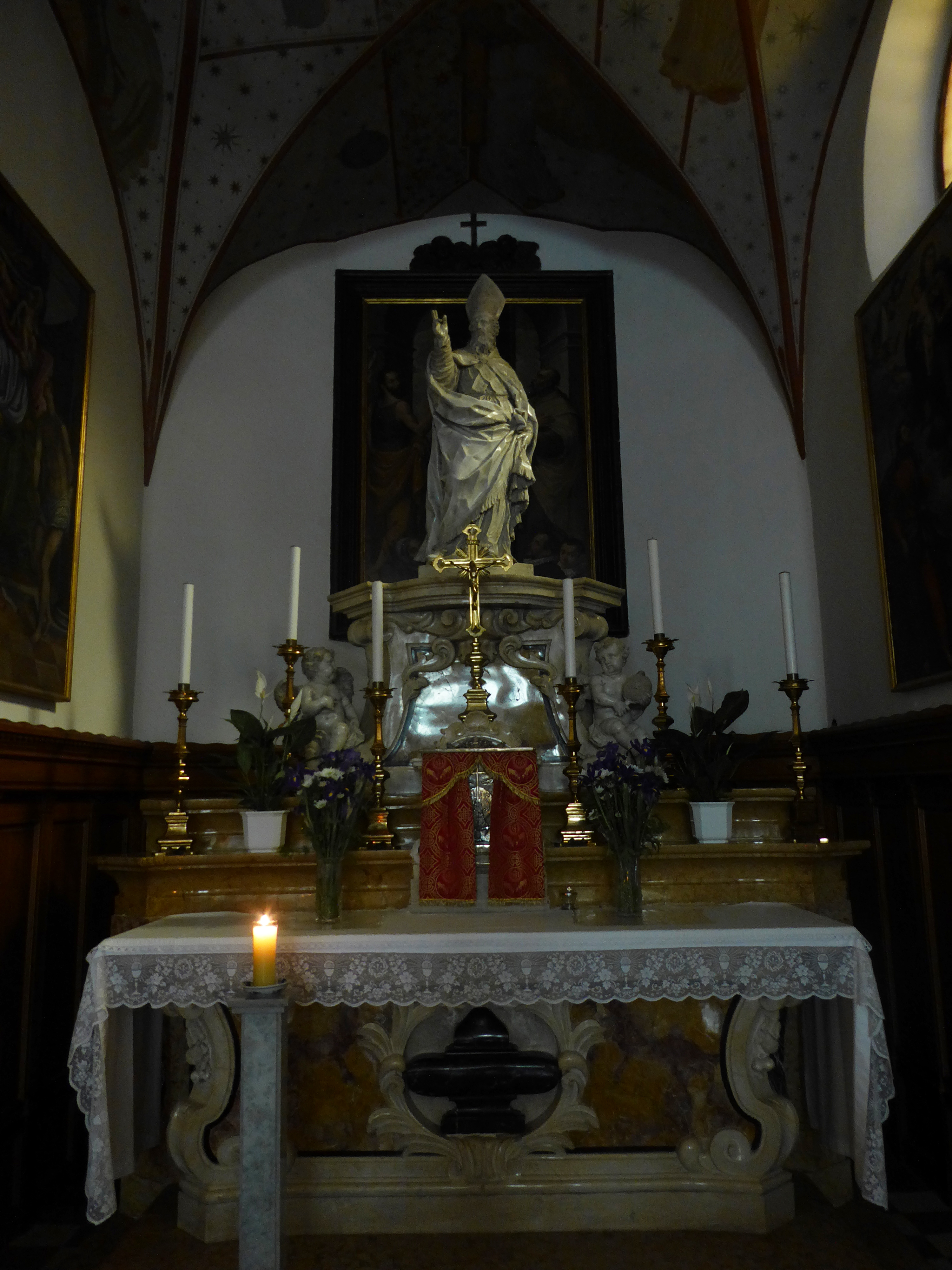
Altare maggiore.

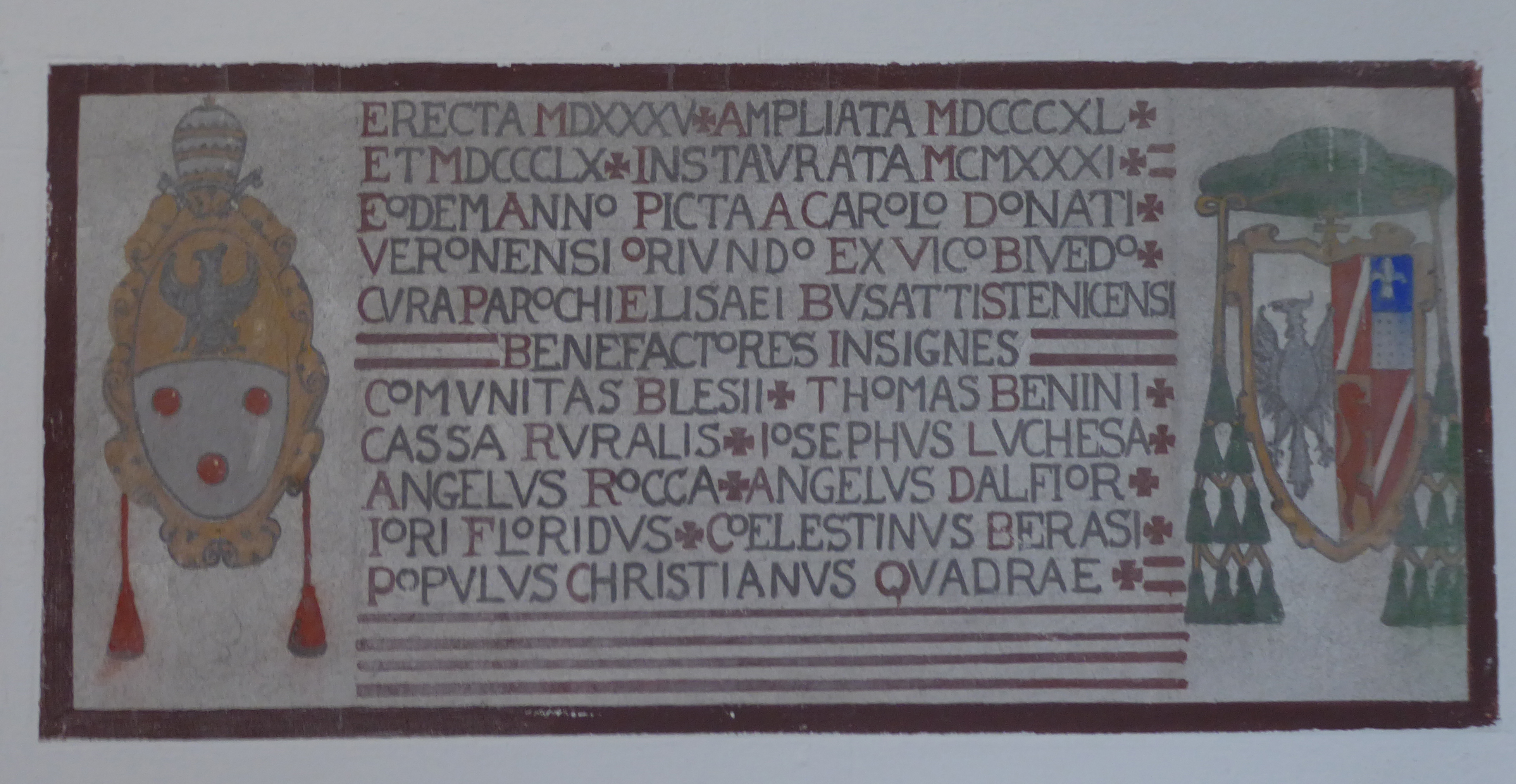
Iscrizione affrescata.

Non ci sono fonti certe che attestino la data di fondazione della chiesa di Sant'Antonio a Bivedo, che fa parte della Quadra di Bleggio Superiore. Una prima chiesa sembra essere stata presente sin dal XIII secolo o da epoca di poco posteriore. Nel 1512 venne eretto il campanile, tra gli anni 1529 e 1535 tutto l'edificio preesistente venne completamente ricostruito e subito dopo gli interni vennero decorati.
La chiesa di Sant'Antonio viene citata una prima volta nel 1537 in occasione di una visita del cardinale Bernardo Clesio. A partire dalla metà del XIX secolo l'edificio fu notevolmente ampliato con l'aggiunta di cappelle laterali.
Ebbe dignità di chiesa parrocchiale dal 1920 e un decennio dopo l'edificio venne decorato nella facciata, nelle volte interne e nelle pareti delle cappelle laterali.
A partire dal 1960 è iniziato un nuovo ciclo di interventi restaurativi. Importante l'intervento di adeguamento liturgico realizzato alla fine degli anni sessanta che ha comportato il notevole ampliamento della parte presbiteriale posizionando l'altare postconciliare davanti all'altare maggiore che conserva il tabernacolo per la custodia eucaristica. Altri interventi si sono conclusi nel 2008 ed hanno comportato, tra altri lavori, il rifacimento della copertura della torre campanaria.

## Descrizione

### Esterni
L'edificio si trova in posizione elevata sull'abitato con ampia vista sulla valle. Mostra orientamento verso a sud-est con una facciata a capanna a due spioventi caratterizzata
da possenti pilastri angolari in granito. Il portale architravato ha una cornice lapidea con frontone triangolare superiore e subito sopra, in asse, la grande finestra a lunetta che porta luce alla sala. Alla sua destra l'affresco protetto da una piccola tettoia a due spioventi. La torre campanaria si alza sulla sinistra della struttura in posizione molto arretrata, si conclude con la cella aperta con quattro finestre a monofora e la copertura ha la forma di cono acuto, con quattro pinnacoli ai lati.

### Interni
La navata interna è unica, divisa in tre campate con volta a crociera. Il presbiterio è leggermente rialzato e la sua volta è affrescata. Tutta la sala conserva un importante impianto decorativo realizzato all'inizio degli anni trenta da Carlo Donati, artista nato a Bivedo.